# Kienesa w Kijowie

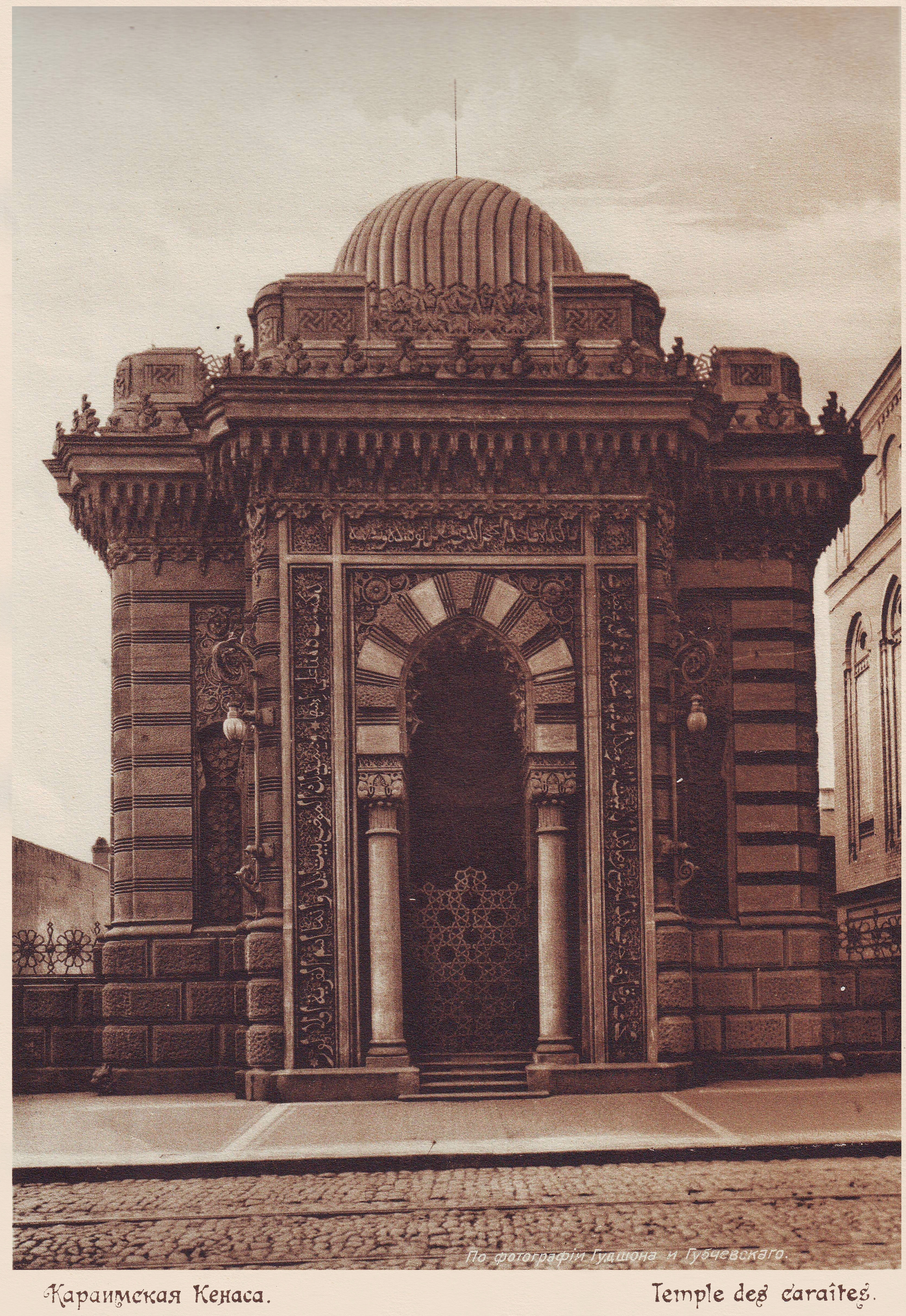
Kienesa, stan pierwotny

Kienesa w Kijowie – kienesa karaimska znajdująca się w Kijowie, przy ulicy Jarosławski Wał 7 (dawniej Welikij Pidwalnyj).
Gmina karaimska w Kijowie powstała około 1850 r. Początkowo nieliczna, w 1896 r. skupiła już liczącą blisko 200 członków społeczność. Służąca na jej potrzeby kienesa została zbudowana w stylu mauretańskim w latach 1898–1902 z inicjatywy i funduszy lokalnych przedsiębiorców karaimskich (m.in. braci Salomona i Mojsieja Kogenów) przy błogosławieństwie hazzana Josefa Sułtańskiego. Autorem projektu był kijowski architekt, Polak Władysław Horodecki, ozdoby wykonał włoski artysta Elio Salia. Część dekoracji rzeźbiarskich imitujących kamień została wykonana w nowoczesnym, jak na owe czasy, materiale, tj. w cemencie. Budynek został wyposażony w oświetlenie elektryczne, parowe ogrzewanie i wentylację.
Uroczystego otwarcia kienesy, której koszty budowy pochłonęły 200 tysięcy rubli, dokonał 27 stycznia 1902 r. hachan Taurydy i Odessy Samuel Pampułow. Podczas ceremonii obecni byli m.in. wicegubernator, mer Kijowa, rektor uniwersytetu i inne ważne postaci.
Po powstaniu Związku Radzieckiego władze nakazały zamknąć kienesę. W 1926 r. umieszczono w niej instytucje oświatowe, a następnie teatr lalkarski. Od 1952 r. budynek został przeznaczony na kino „Zorja”, przebudowany kolejny raz w 1968 r., od 1981 r. mieści Dom Aktora. Wnętrze świątyni zostało przekształcone na salę teatralną, a przedsionek w szatnię. Wewnątrz zachowało się wiele elementów z dawnych dekoracji. Przetrwały galerie dla kobiet, świątynia utraciła jednak kopułę. W latach 70. XX wieku do kienesy dobudowano mały budynek, poprzez który obecnie wchodzi się do wnętrza. Po odzyskaniu niepodległości przez Ukrainę, kienesa nadal jest wykorzystywana niezgodnie z jej przeznaczeniem. Na jednej ze ścian znajduje się tablica pamiątkowa informująca o kultowym charakterze budynku.